# Aramajis Sajadov
Aramajis Sajadov nebo arménsky Aramajis Sajadjan (* 18. října 1938 Baku) je bývalý sovětský a ázerbájdžánský zápasník, arménské národnosti.

## Sportovní kariéra
Pochází z rodiny arménského národního zápasníka z města Sisian. Matka pocházela z Íránu. Vyrůstal v ázerbájdžánském Baku, kde pokračoval v rodinné zápasnické tradici. V juniorském věku se specializoval na řecko-římský styl, aby se vyhnul konfrontaci se starším bratrem Georgim. V sovětské mužské reprezentaci se pohyboval od roku 1956 v nejlehčí váze do 52 kg. V roce 1960 dostal přednost v sovětské olympijské nominaci pro start na olympijských hrách v Římě Ivan Kočergin. Na olympijských hrách startoval v roce 1964, ale nepotvrdil tradiční roli sovětského favorita. Kvůli dlouhodobým problémům se shazováním váhy nebyl v den turnaje ve formě a vypadl ve třetím kole s Italem Ignazio Fabrou. Od roku 1965 startoval ve vyšší váze do 57 kg, kde se na úkor svých krajanů v sovětské reprezentaci výrazně neprosazoval. Sportovní kariéru ukončil v roce 1968. Doma v Ázerbájdžánu se věnoval trenérské práci. Jeho nejznámějším žákem byl trojnásobný mistr světa Mahaddin Allahverdijev. Byl u začátku sportovní kariéry Kamandara Madžidova. Proslavil se jako špičkový mezinárodní rozhočí.
Po rozpadu Sovětského svazu v roce 1991 jako původem Armén byl nucen opustit Ázerbájdžán (první válka o Náhorní Karabach). Žije na Ukrajině v Kyjevě kam ho pozval jeho bývalý žák Viktor Avdyšev.

## Výsledky
| Turnaj             | 1961 | 1962 | 1963 | 1964 | 1965 | 1966 |
| Turnaj             | 23   | 24   | 25   | 26   | 27   | 28   |
| Turnaj             | -52  | -52  | -52  | -52  | -57  | -57  |
| ------------------ | ---- | ---- | ---- | ---- | ---- | ---- |
| Olympijské hry     |      |      |      | úč.  |      |      |
| Mistrovství světa  | 1.   | —    | —    |      | —    | —    |
| Mistrovství Evropy |      |      |      |      |      | 2.   |